# 3525 Пауль
3525 Пауль (3525 Paul) — астероїд головного поясу, відкритий 15 лютого 1983 року.
Тіссеранів параметр щодо Юпітера — 3,218.